# Max (programa)
Max es un entorno de desarrollo gráfico para música y multimedia desarrollado y mantenido por Cycling '74, una empresa de programas situada en San Francisco. El programa ha sido usado durante más de quince años por compositores, artistas y diseñadores de programas interesados en la creación de programas interactivos.
Max es bastante modular, y la mayoría de las rutinas forman parte de una biblioteca compartida. La IPA (Interfaz de Programación de Aplicaciones) permite el desarrollo de nuevas rutinas (llamadas «objetos externos») por terceras personas. Por consecuencia, muchos de los usuarios de Max son programadores no afiliados a Cycling '74 que mejoran el programa, creándole extensiones comerciales y no comerciales. Debido a su diseño extensible e interfaz gráfica (que de manera novedosa representa la estructura del programa y el IGU presentadas simultáneamente al usuario), Max es considerado por muchos como la lengua franca para el desarrollo de programas de música interactiva[cita requerida]. Su contraparte libre más conocida es Pure Data, también desarrollada en sus comienzos por Miller Puckette en el IRCAM.

## Historia
Miller Puckette originalmente escribió Max, en ese entonces nombrado Patcher, un editor para el Macintosh en el IRCAM a mediados de los años 80 para que compositores tengan acceso a un sistema de autor de música interactiva hecha con ordenadores. Primero fue usado en una composición de piano y ordenador llamada Plutón, sincronizando el ordenador con el piano y controlando un Sogitec 4X, el cual procesaba el audio.
En 1989, IRCAM desarrolló y mantuvo una versión concurrente de Max que fue trasladada a la Estación de informática musical (este nombre proviene del francés, «Station d’informatique musicale») para el NeXT (y después para SGI y Linux), llamada Max/FTS (las siglas FTS significan «Faster Than Sound», literalmente, «Más rápido que el sonido», y es una analogía a su precursor MSP; este último fue mejorado al implementar el soporte físico DSP al ordenador).
Después se autorizó la venta del programa por Opcode Systems, Inc., el cual publicó una versión comercial del programa en 1990 llamado Max/Opcode (desarrollado por David Zicarelli). Desde el 1999, la versión actual de Max es distribuida por la empresa de Zicarelli, Cycling ‘74 (fundada en 1997).
En 1996, Puckette publicó un software libre completamente rediseñado llamado Pd (Pure Data), el cual contiene varias diferencias fundamentales con el IRCAM original, sin embargo, sigue siendo un sustituto interesante para aquellos que no quieran trabajar con software cerrado o pagar por la licencia de Max/MSP.
Max tiene numerosas extensiones y encarnaciones; en particular, las extensiones de audio que aparecieron en 1997, trasladadas de Pure Data. Estas fueron llamadas MSP (las iniciales de Miller S. Puckette, autor de Max y Pd). Estas adiciones para Max permitieron que el audio digital sea manipulada en tiempo real, y a la vez, permitía a los usuarios la creación de sus propios sintetizadores y efectos-procesadores. Previamente, Max había sido diseñado con el fin de tener un terreno común con sintetizadores reales, samplers, etcétera, como un «lenguaje de control» usando MIDI o algún otro protocolo de red.
En 1998, un «descendiente directo» de Max/FTS fue desarrollado en Java (llamado jMax) y fue publicado como un programa de código abierto.
En el 2003, la segunda adición para el Max/MSP, llamada Jitter, fue publicada, agregándole la posibilidad de procesar vídeo, 3D, y matrices en el programa. 2 años más tarde se incorporan al software los objetos mxj y js. Estos objetos son "externals" que ejecutan código Java y javascript en Max.
En el 2017 MAX se integró como plug-in dentro del DAW Ableton como una instancia denominada MAX FOR LIVE
También existen varios programas que se asemejan a Max.
Native Instruments vende un programa un poco parecido, llamado Reaktor, y es considerado más fácil de usar y aprender que Max, aunque es menos poderoso.
Apple también tiene un programa parecido llamado Quartz Composer y se centra más en composiciones gráficas. Hay otro programa gratuito (para uso no comercial) desarrollado por meso, llamado vvvv (vvvv.org) pero este se centra más en vídeo en tiempo real.
En México existe un centro autorizado para la enseñanza de este entorno de programación, avalado por la compañía cycling74: El Centro Mexicano para la Música y las Artes Sonoras (CMMAS), de igual manera este centro ha publicado el primer libro en español de manera seria llamado "Max/MSP: guía de programación para artistas" escrito por Francisco Colasanto y promocionado durante 2010 por la página de los creadores de Max/MSP

## Max Mathews
Max es nombrado en honor a su creador, Max Mathews, y puede considerarse como una derivación de MUSIC que también fue creado por él; sin embargo, este último tiene una interfaz gráfica.
Muchos usan Max, aunque no se den cuenta de ello. Los documentos de Max (llamados «patchers») pueden juntarse para formar aplicaciones standalone y pueden distribuirse gratuitamente o ser vendidas. En Max también se pueden escribir plugins para programas de audio utilizados en equipos de sonido profesionales.
El uso de los portátiles en actuaciones musicales (en vivo y en estudio) es constante y sigue incrementando en la música electrónica y muchos otros estilos. Max/MSP y Max/Jitter han recibido mucha atención como un entorno de desarrollo profesional para los que quieren hacer música electrónica y vídeos en sus portátiles e incorporarlos en sus shows.

## Artistas que usan o usaron Max
- Aphex Twin, alias Richard D. James
- Apparat, alias Sascha Ring
- The A/V Machinist Collective
- Modeselektor, alias Gernot Bronsert y Sebastian Szary
- Autechre
- David Behrman
- Kevin Blechdom
- Marek Choloniewski
- Kit Clayton
- Andrew Benson
- R. Luke DuBois
- Karlheinz Essl
- Christian Fennesz
- The Glitch Mob
- Freight Elevator Quartet
- Gregorio Fontén
- Joshua Goldberg
- Jonny Greenwood
- Georg Hajdu
- Josh Klinghoffer
- Leafcutter John
- Lesbiano
- Hans Peter Kuhn
- Jamie Lidell
- Cort Lippe
- Menomena
- Merzbow
- Miguel Álvarez-Fernández
- Monolake
- Pamela Z
- Pauline Oliveros
- Pedro López (modisti)
- Pool Reverse
- Bob Ostertag
- Radiohead
- Stefan Tiedje
- Keith Fullerton Whitman
- Jose Luis Santorcuato Tapia
- Wilco
- Juan Marín
- velcr(o)
- Shok-Mugrillo
- El conjunto aleluya
- Francisco Colasanto
- Enrique Dimitrof Marín
- Ikue Mori
- PIERO DITTUS